# Relaciones Chile-Sierra Leona
Las relaciones Chile-Sierra Leona son las relaciones internacionales entre Chile y Sierra Leona.

## Relaciones diplomáticas
Chile y Sierra Leona no han establecido nunca relaciones diplomáticas de manera oficial.

## Misiones diplomáticas
- Chile no tiene embajada en Sierra Leona.[2] (Chile está acreditado ante Sierra Leona desde su embajada en Londres)
- Sierra Leona no tiene embajada en Chile.[2] (Sierra Leona está acreditado ante Chile desde su embajada en Washington D. C.)